# Вулиця Сковороди (Чернігів)
Вулиця Сковороди — вулиця в Новозаводському районі міста Чернігова . Пролягає від вулиці Малясова до безіменного проїзду біля Чернігівської виправної колонії № 44.
Немає сусідніх вулиць.

## Історія
1-й Промисловий провулок був прокладений паралельно Промисловій вулиці у 1950-ті роки від вулиці Малясова у південному напрямку. Був забудований індивідуальними будинками.
У зв'язку з упорядкуванням найменувань вулиць міста, 1981 року вулиця отримала сучасну назву — на честь українського український філософа-містика, богослова, поета та педагога Григорія Савича Сковороди .

## Забудова
Парна та непарна сторони вулиці зайняті садибною забудовою.
Закладинемає.
Є ряд рядових історичних будівель, що не є пам'ятками архітектури чи історії : садибні будинки № 11, 13, 15, 25, 31.